# Ulrico I della Frisia orientale
Ulrico I della Frisia orientale (Norden, 1408 – Emden, 25 settembre 1466) fu il primo conte della Frisia orientale dal 1464 alla propria morte.

## Biografia
Ulrico I era figlio di Enno Edzardisna, signore di Norden e Greetsiel, e di sua moglie Gela di Manslagt. Suo padre Enno aveva ereditato la città di Norden e quando egli morì lasciò al giovane Ulrico una grande eredità in beni mobili ed immobili. Ulrico ricevette un notevole patrimonio anche dalla madre Gela, figlia di Affo Beninga, signore di Pilsum e Manslagt, e da sua madre Tiadeka Siartze di Berum. Gela e sua cugina Frauwa Cirksena ("Sydzena") erano gli unici eredi di Berum.
Il padre di Ulrico, perciò, impose che il figlio assumesse in pieno anche i titoli ed il cognome della madre e impose al fratello di Ulrico, Edzardo, di sposare Frauwe. Quando però Edzardo e Frauwa morirono senza figli entrambi di peste nel 1441, Ulrico ereditò tutti i possedimenti della casata riunendoli nella propria persona.
Assieme al fratello, inoltre, Ulrico aveva concluso la Freiheitsbund der Sieben Ostfrieslande (Libera alleanza delle sette provincie della Frisia orientale). Questa alleanza si creò in prevalenza per opporsi ai ripetuti tentativi di occupazione dell'area da parte di Focko Ukena, dal momento che sia Edzardo che Ulrico erano intenzionati a porre fine al governo degli Ukena che si presentava come una continua spina nel fianco all'espansione dei loro domini.
Ulrico continuò la propria fortuna con un matrimonio vantaggioso. Egli sposò in prime nozze Folka, unica figlia ed erede di Wibet van Esens, la quale gli passò la signoria di Esens nel 1440. Alla morte della prima moglie, Ulrico si risposò con Theda Ukena, nipote del famigerato suo oppositore, nel 1455, e così la maggior parte delle terre della Frisia orientale vennero riunite sotto il suo controllo. Solo le signorie di Jever e Friedeburg rimasero indipendenti. Sibet Attena, nipote ed alleato di Ulrico, ricevette le signorie di Esens, Stedesdorf e Wittmund, che andarono assieme a formare la regione di Harlingerland che pure rimase sotto l'autorità della famiglia Cirksena.
Il possedimento di tutta l'area, ad ogni modo, non autorizzava ancora Ulrico a ritenersi signore di nessuna delle sue terre, ufficialmente, anche se lo era de facto. Per regolarizzare questa imprecisione, perciò, Ulrico decise di rivolgersi direttamente all'imperatore e Federico III lo elevò allo status di conte del Sacro Romano Impero nel 1464 anche se questa concessione venne ovviamente realizzata su pagamento di una lauta somma da parte di Ulrico alla cancelleria imperiale.
Ulrico morì il 25 settembre 1466 a Emden.

## Matrimonio e figli
Ulrico sposò in prime nozze Folka va Esens dalla quale non ebbe figli, ed alla morte di questa si risposò con Theda Ukena. Quest'ultima unione produsse i seguenti figli:
- Heba (1457 - 1476), sposò il conte Eric I di Schaumburg-Pinneberg;
- Gela (1458 - 1497);
- Enno I (1460 - 1491), conte della Frisia orientale;
- Edzardo I, conte della Frisia orientale;
- Uko (1463 - 1507);
- Almut (1465 - 1522/23).